# Xanadu (videojuego)
Xanadu (ザナドゥ Zanadu?), conocido como Xanadu: Dragon Slayer II, es un videojuego de rol de acción, desarrollado por Nihon Falcom y lanzado en 1985 para PC-8801, X1, PC-8001, PC-9801, FM-7 y computador MSX. Posteriormente se lanzaron remakes mejorados para las plataformas Sega Saturn, PC-9801 y Windows. Es la segunda entrega en la serie Dragon Slayer, precedido por Dragon Slayer y seguido por Dragon Slayer Jr: Romancia, que, como la mayoría de los juegos de la serie Dragon Slayer, tienen muy poca relación entre sí.
Xanadu estableció un récord de ventas de juegos de computadora en Japón, con más de 400.000 copias vendidas allí en 1985. Fue uno de los cimientos del género de los juegos de rol, en particular del subgénero de los juegos de rol de acción, con combates de acción en tiempo real combinados con estadísticas de personajes completas, sistemas de juego innovadores como el medidor de karma y experiencia individual para los elementos equipados. y elementos de juego de plataforma combinados con el modo de juego de rastreo de mazmorras de su predecesor. También tenía ciudades para explorar e introdujo equipos que cambian la apariencia visible del personaje del jugador, comida que se consume lentamente con el tiempo y es esencial para mantener vivo al personaje del jugador, y magia que se usa para atacar a los enemigos desde la distancia.
El año siguiente vio el lanzamiento de Xanadu Scenario II, un ejemplo temprano de un paquete de expansión. El juego generó la serie Xanadu, un derivado de la franquicia Dragon Slayer.

## Otros Medios
El OVA fue lanzado en 1988 junto con la versión MSX del juego y el manga, titulado Xanadu: The Legend of Dragon Slayer. La trama se amplió y modificó, y el personaje principal ahora tiene un nombre, Fleg (フィーグ), y varios nuevos miembros del reparto. Los nuevos elementos de la trama incluían varios temas de ciencia ficción. Por ejemplo, Fieg es un soldado del siglo XXI del futuro cercano que cae en Xanadú después de una sangrienta emboscada.
Poco después se lanzó una banda sonora de la película en disco, casete y disco compacto.
El manga sigue la trama de la película y fue dibujado por Tsuzuki Kazuhiko (都築和彦), quien también trabajó en los títulos Ys y Sorcerian de Falcom. Falcom lo volvió a publicar como un webcomic en serie de 17 partes para el lanzamiento de Revival Xanadu en el sitio web de Falcom, con música de acompañamiento y una traducción al inglés.
- Datos: Q5305281